# Годя, Михай Николаевич
Миха́й Николаевич Го́дя (рум. Mihai Godea; род. 25 января 1974, Пырлица, Молдавская ССР, СССР) — молдавский политик, председатель партии «Демократическое действие», экс-депутат парламента Республики Молдова.

## Биография
Михай Годя родился 25 января 1974 года в селе Пырлица Унгенского района Молдавской ССР.

### Образование
- 1991-1996 год — Государственный университет Молдовы, исторический факультет
- 1997-2001 год — Институт истории Академии наук Молдовы, докторат
- 2006 год — Европейский институт политических знаний

### Профессиональная деятельность
- 1997 — примария Кишинёва, Управление молодёжи и спорта, главный специалист по проблемам молодёжи
- 1997-1999 год — Молодёжный фонд «Secolul 21» (21 Век), программный координатор
- 1999 год — Национальный центр помощи и информирования для НПО в Молдове «CONTACT», координатор программы обучения
- 2001 год— Национальный центр помощи и информирования для НПО в Молдове «CONTACT», глава команды по внедрению Программы коммунитарного организационного развития
- 2002-2005 год — Национальный центр помощи и информирования для НПО в Молдове «CONTACT», начальник Департамента развития НПО
- 2003-2005 год — Национальный центр помощи и информирования для НПО в Молдове «CONTACT», заместитель директора
- 2004-2007 год — член Совета по участию по разработке, внедрению и оценке Стратегии экономического роста и снижения уровня бедности 2004—2006 (СЭРСУБ)
- 2005-2008 год — Национальный центр помощи и информирования для НПО в Молдове «CONTACT», исполнительный директор
- 2007-2008 год — член Национального комитета по разработке программы «COMPACT»
- 2007-2008 год — член Национального комитета по координированию технической помощи при Правительстве Республики Молдова

### Общественная деятельность
- С 2003 года — секретарь Коалиции по экономическому развитию сельской местности
- 2004-2005 год — секретарь Гражданской коалиции за свободные и честные выборы «Коалиция-2005»
- 2005-2006 год — председатель Национального совета неправительственных организаций Молдовы
- 2007 год — секретарь Гражданской коалиции за свободные и честные выборы «Коалиция-2007»
- 2008 год — председатель Совета выпускников программ по обмену Посольства Соединенных Штатов Америки в Республике Молдова

### Политическая деятельность
В 2000-2002 годах Михай Годя являлся членом Партии демократических сил, в 2002-2005 годах — членом Демократической партии Молдовы. В 2007 участвовал в создании Либерал-демократической партии Молдовы (ЛДПМ) под руководством Владимира Филата. На I съезде ЛДПМ Годя был избран первым вице-председателем партии. На парламентских выборах в апреле 2009, июле 2009 и 2010 году избирался депутатом в парламент Молдовы. В 2009—2011 годах являлся председателем парламентской фракции ЛДПМ.
4 мая 2011 года Михай Годя покинул ряды Либерал-демократической партии Молдовы и объявил о том, что будет участвовать в выборах генерального примара Кишинёва в качестве независимого кандидата. На выборах, состоявщихся 5 июня 2011 года Годя набрал 0,82 % голосов, заняв 4 место. Во втором туре Годя призвал поддержать кандидата от Либеральной партии Дорина Киртоакэ.
23 июня 2011 года Михай Годя объявил о создании движения «Альтернативная демократическая платформа». 23 июля 2011 года движение было преобразовано в партию «Демократическое действие» (ПДД). На I съезде ПДД, состоявшимся 6 ноября 2011 года, Михай Годя был избран председателем партии.

## Семья
Михай Годя женат, имеет двоих детей.